# دفتر سازمان ملل متحد برای هماهنگی امور بشردوستانه
دفتر سازمان ملل متحد برای هماهنگی امور بشردوستانه (انگلیسی: United Nations Office for the Coordination of Humanitarian Affairs) (OCHA) یک نهاد سازمان ملل متحد (UN) است که در دسامبر ۱۹۹۱ توسط مجمع عمومی سازمان ملل متحد برای تقویت واکنش بین المللی به شرایط اضطراری پیچیده و بلایای طبیعی تأسیس شد. این سازمان جانشین دفتر هماهنگ کننده امداد رسانی سازمان ملل در بلایای طبیعی (UNDRO) است.

وزارت امور بشردوستانه (DHA)مدت کوتاهی پس از آن توسط دبیر کل تاسیس شد، اما در سال ۱۹۹۸ با OCHA ادغام شد، که به نقطه کانونی اصلی سازمان ملل در فجایع بزرگ تبدیل شد. پس از آن اختیارات OCHA شامل هماهنگی کمک‌های بشردوستانه، توسعه سیاست و حمایت بشردوستانه گسترش یافت. فعالیت های آن شامل سازماندهی و نظارت بر بودجه بشردوستانه، حمایت، سیاست گذاری و تبادل اطلاعات برای تسهیل تیم های واکنش سریع برای امدادرسانی اضطراری است.

OCHA توسط معاون دبیرکل سازمان ملل متحد در امور بشردوستانه و امدادرسانی (USG / ERC)رهبری می شود که برای یک دوره پنج ساله منصوب شده است. از ژوئیه ۲۰۲۱، این نقش توسط مارتین گریفیث از بریتانیا پر شده است.

OCHA اجلاس جهانی بشردوستانه ۲۰۱۶ را در استانبول ترکیه برگزار کرد. این کشور عضو ناظر در گروه توسعه سازمان ملل متحد است.

## کارکنان و دفاتر کشور
OCHA توسط معاون دبیرکل سازمان ملل متحد در امور بشردوستانه و امدادرسانی، از ژوئیه ۲۰۲۱ توسط مارتین گریفیث اداره می شود. این ستاد در دو مکان (نیویورک و ژنو) به اضافه ۶ دفتر منطقه ای، ۳۴ دفتر کشوری و ۲۰ تیم مشاور بشردوستانه مستقر است.

### کارکنان
از ژوئن ۲۰۱۶، OCHA دارای ۲۳۰۰ کارمند در سراسر جهان در بیش از ۶۰ کشور است.

### دفاتر کشور
دفاتر اصلی کشورهای OCHA در تمام قاره ها، از جمله در افغانستان، بنگلادش، جمهوری آفریقای مرکزی، چاد، کلمبیا، جمهوری دموکراتیک کنگو، اتیوپی، ساحل عاج، نیجریه، سرزمین‌های فلسطینی، سری‌لانکا، سودان، سودان جنوبی، سومالی، سوریه، یمن و زیمبابوه واقع شده اند، در حالی که دفاتر منطقه ای در پاناماسیتی، داکار، قاهره، ژوهانسبورگ، بانکوک و کوالا لامپور واقع شده اند. OCHA همچنین دارای تعدادی کارمند رابط و پشتیبانی در نیویورک و ژنو است.

پس از انفجار ۲۰۲۰ بیروت، نجات روچدی هماهنگ کننده تلاش های OCHA در لبنان بود.